# Covas (Vila Nova de Cerveira)

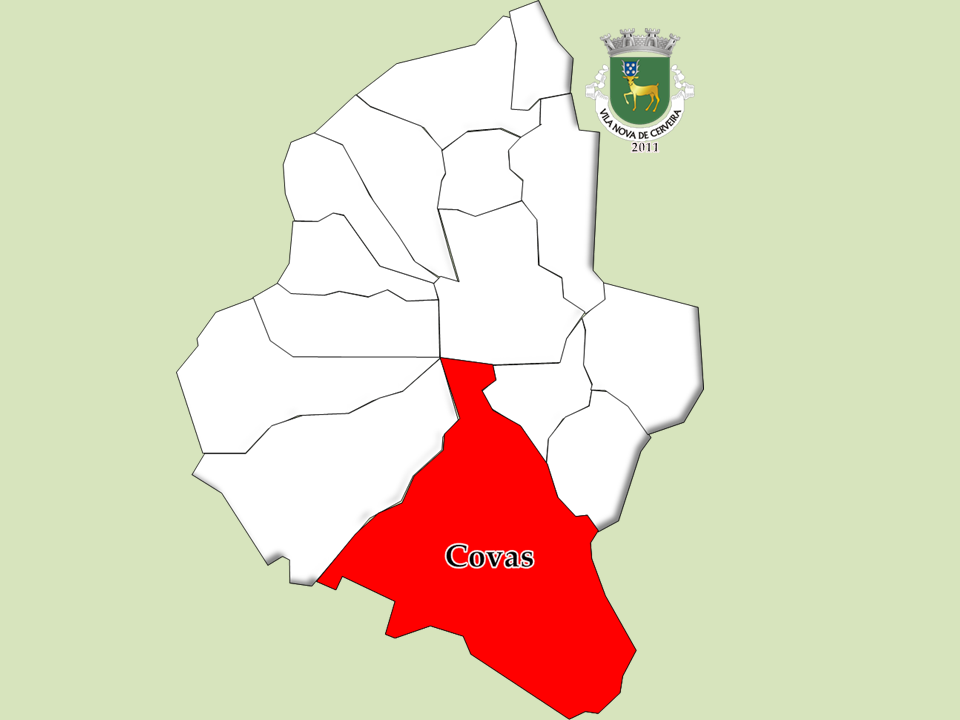
Freguesia de Covas

Covas é uma povoação portuguesa sede da Freguesia de Covas do Município de Vila Nova de Cerveira, freguesia com 29,16 km² de área e 603 habitantes (censo de 2021)., tendo, por isso, uma densidade populacional de 20,7 hab./km².

## Demografia
A população registada nos censos foi:
| Distribuição da População por Grupos Etários | Distribuição da População por Grupos Etários | Distribuição da População por Grupos Etários | Distribuição da População por Grupos Etários | Distribuição da População por Grupos Etários |
| -------------------------------------------- | -------------------------------------------- | -------------------------------------------- | -------------------------------------------- | -------------------------------------------- |
| Ano                                          | 0-14 Anos                                    | 15-24 Anos                                   | 25-64 Anos                                   | > 65 Anos                                    |
| 2001                                         | 105                                          | 82                                           | 353                                          | 204                                          |
| 2011                                         | 71                                           | 65                                           | 325                                          | 214                                          |
| 2021                                         | 66                                           | 43                                           | 293                                          | 201                                          |

## Património
- Couço do Monte Furado (complexo mineiro da época romana)
- Casa de Covas ou Casa do Carboal, Solar do século XVIII, dos descendentes de fundador dos importantes ramos da família minhota Bacelar
- Igreja Paroquial de Covas;
- Capela do Senhor dos Aflitos;
- Capela da Senhora da Conceição;
- Capela de Santa Marinha;
- Capela de Santa Maria Madalena;
- Capela da Senhora da Piedade;
- Capela de São Gregório;
- Capela de São Sebastião.